# قائمة الأحزاب السياسية في إندونيسيا
يضم إندونيسيا عدة أحزاب وحركات سياسية من مختلف التوجهات السياسية. ترتكز العديد من الأحزاب على قواعد شعبية من طائفة معينة. واختلفت أيدولوجية إلى عدة أقسام، منها بانكسيلا اندونيسيا، سياسة محافظة، ليبرالية، وإسلام سياسي.

## الانتخاب العام 1955
في هذا العام، اشترك 172 حزبا سياسيا، وأكبر هذه الأحزاب أربعة:
1. الحزب الوطني الإندونيسي
2. حزب ماشومي (حزب مجلس شوري مسلمي إندونيسيا) [تم حله في 1960]
3. نهضة العلماء
4. الحزب الشيوعي الإندونيسي

## الانتخاب العام 1971
1. الحزب الكاثوليكي
2. حزب شركة الإسلام الإندونيسي
3. حزب نهضة العلماء
4. الحزب المسلمين الإندونيسي
5. مجموعة الوظيفية
6. الحزب المسيحي الإندونيسي
7. حزب الشورى الشعب الكثير
8. الحزب الوطني الإندونيسي
9. الحزب الإسلامي اتحاد التربية الإسلامية
10. حزب اتحاد الدعام الإستقلال الإندونيسي

## الانتخابات العام 1977-1997
في هذه المرحلة، حدت الحكومة على أن الحزب السياسي الذي جاز في اشتراك انتخاب العام 3 أحزاب سياسية فقط، كانت الانتخابات تمشي خمس مرات وهي في السنة 1977، 1982، 1987، 1992، و1997.
1. حزب الاتحاد والبناء
2. مجموعة الوظيفية (غولونجان كاريا)
3. الحزب الديمقراطي الإندونيسي

## الانتخاب العام 1999
1. الحزب الإندونيسي الجديد
2. الحزب المسيحي الوطني الإندونيسي
3. الحزب الوطني الإندونيسي - سوبيني
4. الحزب التحالف الديمقراطي الإندونيسي
5. حزب نهضة المسلم الإندونيسي
6. حزب أمة الإسلام
7. حزب نهضة الأمة
8. حزب مجلس شورى مسلمين إندونيسيا الجديد
9. حزب الاتحاد والبناء
10. حزب شركة الإسلام الإندونيسي
11. الحزب الديمقراطي الإندونيسي - النضال
12. حزب أبو اليتمى
13. الحزب الوطني الإستقلالي
14. الحزب الديمقراطي حب الوطن
15. الحزب الأمانة الوطنية
16. الحزب الشعب الديمقراطي
17. حزب شركة الإسلام الإندونيسي 1905
18. الحزب الكاثوليكي الديمقراطي
19. حزب خيار الشعب
20. الحزب الشعبي الإندونيسي
21. الحزب السياسي الإسلامي الإندونيسي - مجلس شورى مسلمين إندونيسيا
22. حزب القمر والنجم
23. حزب تضامن العمال
24. حزب العدالة
25. حزب نهضة الأمة
26. الحزب الوطني الإندونيسي - جبهة مارهاينيين
27. حزب اتحاد الدعام الإستقلال الإندونيسي
28. الحزب الجمهوري (إندونيسيا)
29. الحزب الإسلامي الديمقراطي
30. الحزب الوطني الإندونيسي - ماسا مارهاينيين
31. حزب الشورى الشعب الكثير
32. الحزب الديمقراطي الإندونيسي
33. حزب مجموعة الوظيفية
34. حزب الاتحاد (إندونيسيا)
35. حزب نهضة الوطن
36. الحزب الاتحاد الديمقراطي الإندونيسي
37. الحزب العمل الوطني
38. حزب الشورى القرابة والتعاون
39. حزب دولة الشب
40. حزب حب السلام
41. الحزب العدالة والاتحاد
42. حزب تضامن العمال جميع إندونيسيا
43. الحزب الوطني الشعبي الإندونيسي
44. حزب الوحدة والتنوع الإندونيسي (بهينيكا تونجال إيكا)
45. حزب تضامن اتحاد الوطني الإندونيسي
46. الحزب الوطني الديمقراطي (إندونيسيا)
47. حزب أمة المسلمين الإندونيسي
48. الحزب العمال الإندونيسي

## الانتخاب العام 2004
1. الحزب الوطني الإندونيسي المرهاينيين
2. الحزب العمل الإشتراكي الديمقراطي
3. حزب القمر والنجم
4. الحزب الإستقلال (إندونيسيا)
5. حزب الاتحاد والبناء
6. حزب اتحاد الديمقراطي الشعبي
7. حزب جمعية الإندونيسية الجديدة
8. الحزب الوطني ثور الإستقلالي
9. الحزب الديمقراطي (إندونيسيا)
10. حزب العدالة والاتحاد الإندونيسي
11. حزب مؤيد الديمقراطي الإندونيسي
12. حزب اتحاد نهضة الأمة الإندونيسي
13. الحزب الأمانة الوطنية
14. الحزب الوظيفية رعاية الشعب
15. حزب نهضة الوطن
16. حزب العدالة والرفاهة
17. حزب نجم الإصلاح
18. الحزب الديمقراطي الإندونيسي للنضال
19. حزب السلام والرفاهة
20. حزب مجموعة الوظيفية (غولونجان كاريا)
21. الحزب الوطني بانكسيلا
22. حزب شركة الإندونيسي
23. حزب اتحاد المناطق
24. حزب الرائد

## الانتخاب العام 2009
1. الحزب ضمير الشعب
2. الحزب الوظيفي رعاية الشعب
3. حزب رجال أعمال و العمال الإندونيسي
4. الحزب رعاية الشعب الوطني
5. حزب حركة إندونيسيا رايا
6. حزب خط الوطني
7. حزب العدالة والاتحاد الإندونيسي
8. حزب العدالة والرفاهية
9. الحزب الأمانة الوطنية
10. الحزب نضال إندونيسيا الجديد
11. حزب السيادة
12. حزب اتحاد المناطق
13. حزب نهضة الوطن
14. حزب شبان الإندونيسي
15. الحزب الوطني الإندونيسي – مارهاينيين
16. الحزب الديمقراطي التجديدي
17. الحزب الوظيفي النضال
18. الحزب شمس الشعب
19. حزب مؤيد الديمقراطي الإندونيسي
20. الحزب الديمقراطي الجنسي
21. الحزب الجمهوري نوسانتارا
22. الحزب الرائد
23. الحزب المجموعة الوظيفية (غولونجان كاريا)
24. حزب الاتحاد والبناء
25. حزب السلام والرفاهية
26. الحزب الوطني ثور الشعوبية الإندونيسي
27. حزب القمر والنجم
28. الحزب الديمقراطي الإندونيسي للنضال
29. حزب نجم الإصلاح
30. الحزب الوطني (إندونيسيا)
31. الحزب الديمقراطي (إندونيسيا)
32. الحزب الحب الديمقراطي الإندونيسي
33. الحزب الإندونيسي والرفاهية
34. حزب نهضة الوطن والعلماء
35. الحزب الإستقلال (إندونيسيا)
36. الحزب اتحاد نهضة الأمة الإندونيسي
37. الحزب الشركة الإندونيسية
38. الحزب العمل (إندونيسيا)

### أحزاب المحلية لمنطقة آتشيه
1. الحزب الآتشية الأمن والرفاهية
2. الحزب الدولة الآتشيه
3. الحزب الصوت المستقل الشعب الآتشيه
4. الحزب الشعب الآتشيه
5. الحزب الاتحاد الآتشيه

## الانتخاب العام 2014
1. الحزب الوطني الديمقراطي (إندونيسيا)
2. حزب نهضة الوطن
3. حزب العدالة والرفاهية
4. الحزب الديمقراطي الإندونيسي للنضال
5. الحزب المجموعة الوظيفية (غولونجان كاريا)
6. حزب حركة إندونيسيا رايا
7. الحزب الديمقراطي (إندونيسيا)
8. الحزب الأمانة الوطنية
9. حزب الاتحاد والبناء
10. حزب ضمير الشعب
11. حزب القمر والنجم
12. حزب العدالة والاتحاد الإندونيسي

### أحزاب محلية لمنطقة آتشيه
1. الحزب السلام الآتشيه
2. الحزب الوطني الآتشيه
3. الحزب الآتشيه

## وصلات الخارجية
- الموقع الرسمي للجنة الانتخاب العام الإندونيسي